# Walter Firle

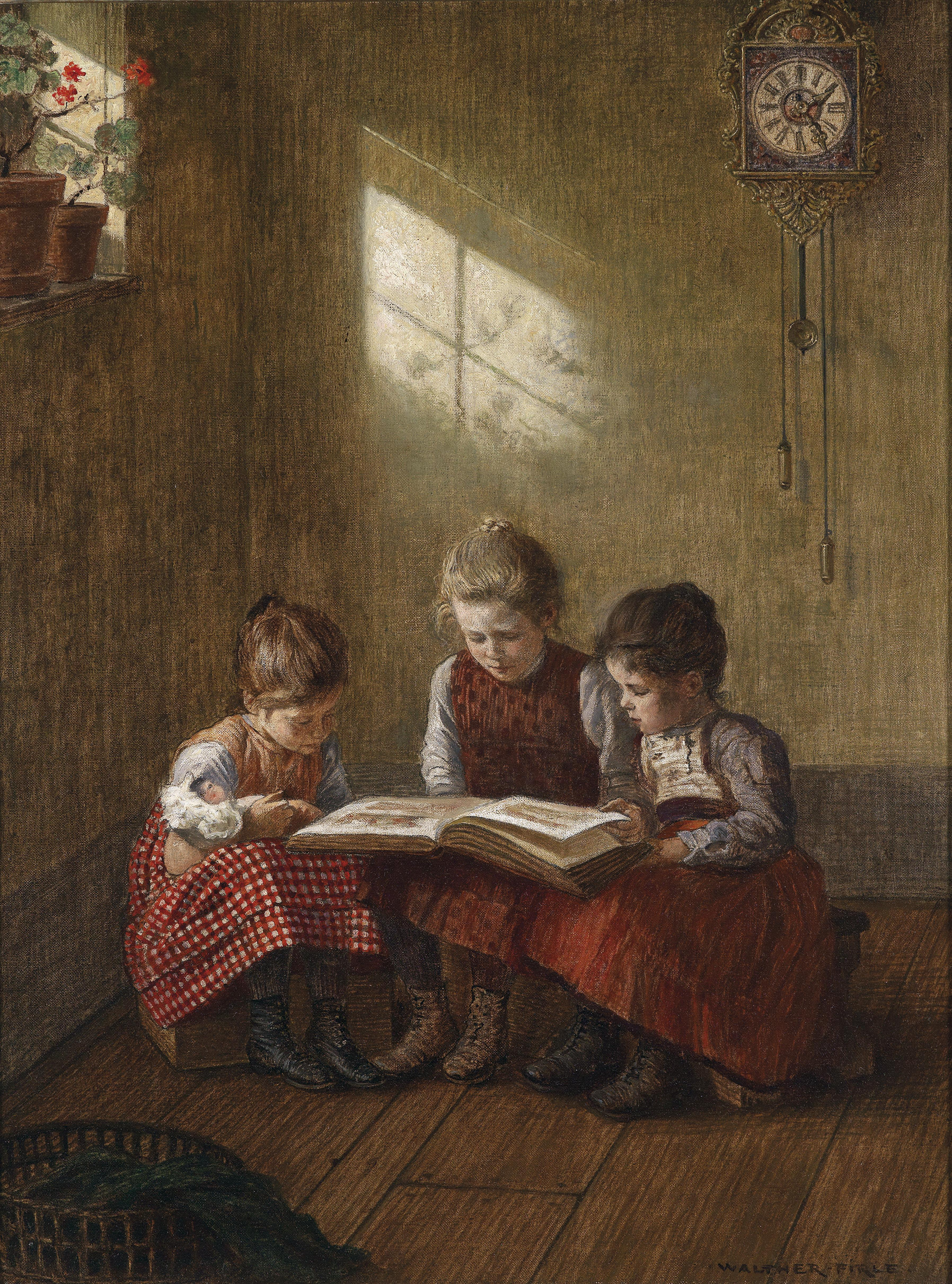
Spannende Lektüre av Firle.

Walter Firle, född 1859, död 1929, var en tysk konstnär och konstprofessor i München.
Efter studier i München slog Firle 1885 igenom med sin tavla Morgonbön i ett barnhem i Amsterdam. Han var en framstående kolorist och porträttör, och anhängare av det naturalistiska friluftsmåleriet, i vars anda han ville reformera den religiösa konsten. Han har målat ett stort antal kända dukar med religiösa motiv. Firle är särskilt väl representerad i München.